# Гурген II Великий
Гурген II Великий (груз. გურგენ დიდი д/н — 14 лютого 941) — еріставт-еріставі (князь князів) Верхнього Тао і Кларджеті в 918—941 роках. Зумів об'єднати більшість грузинських земель, боровся з мусульманськими володарями Вірменією та Візантією. Став останнім представником гілки Таоських Багратіоні, після смерті якого землі долучилися до царя Ашота II, сприявши цим консолідації Грузії.

## Життєпис
Походив з династії Багратіоні. Другий син Адарнасе III, князя Верхнього Тао. Дитиною у 896 році втратив батька. Згодом виховувався при дворі свого стрийка — еріставт-еріставі Ашота I. Після смерті останнього 918 року успадкував усі його володіння. Отримав від Візантії титул магістра.
Спрямував зусилля на розширення власних володінь. Спочатку зміцнив союз з Ашотом, еріставт-еріставі Кларджеті, оженившись на його доньці. Згодом зумів підкорити області Джавахетія, Аджарія і Нігалі. Йому також вдалося захопити замок Артануджі, який 920 року успішно відбив від візантійського війська, об'єднавши усіх Багратіоні. Останні заявили про перехід на бік Багдадського халіфату у випадку подальших агресивних дій Візантії. Імператору Роману I довелося відступити.
923 року підтримав повстання Баграта проти його брата — абхазького царя Георгія II. Спочатку Гурген II домігся коронації Баграта. Але зрештою вони не змогли здолати Георгія II. Війна припинилася 930 року зі смертю Баграта II.
Водночас у 915—921 роках воював з Ашотом II, царем Вірменії, за область Самшвілде. Втім зрештою вимушений був її залишити. При цьому захопив замок.
Десь між 923 і 930 роками він відняв Кларджеті у свого тестя Ашота, надавши йому натомість західну частину Джавахеті і Аджарії. В результаті вперше з 870 року було об'єднано Тао і Кларджеті. 939 року після смерті тестя (останнього серед Кларджетських Багратіоні) повернув до себе усі ці землі.
Помер 941 року, ставши останнім представником гілки таоських з Багратіоні. Його володіння отримали Баграт I і Ашот II з лінії Старших Багратіоні.

## Меценатство
Гурген був покровителем місцевих чернечих громад і керував будівництвом нового собору в Хандзті. Гурген був енергійним правителем і внаслідок чого накопичив в своїх руках багато влади, правлячи Верхнім Тао, частинами Кларджеті і Джавахеті, а також Аджарією та Нігай. Розширення його територій відбувалося за рахунок його двоюрідних братів і сусідів. Таким чином, [1].

## Родина
Дружина — донька Ашота, еріставт-еріставі Кларджеті
Діти:
- донька, дружина Абаса I, царя Вірменії
- донька, дружина Баграта II, співцаря Абхазії